# Florian Mayer (Tennisspieler)
Florian Mayer (* 5. Oktober 1983 in Bayreuth) ist ein ehemaliger deutscher Tennisspieler.

## Biografie

### 2001 bis 2007: Zwei ATP-Finals und Viertelfinale in Wimbledon
Mayer schloss sich 2001 dem Profizirkus an. Seinen Durchbruch schaffte er drei Jahre später, als er bei den Australian Open 2003 als einziger Deutscher die erste Runde überstand; in Runde zwei schied er dann gegen den Argentinier David Nalbandian aus. 2004 erreichte er auch bei den French Open die zweite Runde, indem er die Nummer 14 der Welt, Fernando González, besiegte. Bei den Estoril Open stand er im April 2004 erstmals im Halbfinale eines ATP-Turniers.
Beim Turnier von Wimbledon drang er 2004 mit Siegen über den an Nummer 3 gesetzten Argentinier Guillermo Coria und über Wayne Ferreira bis ins Viertelfinale vor. Damit verbesserte er sich auf einen Platz unter den besten 50 der ATP-Weltrangliste.
Bei den IDEA Prokom Open in Sopot stand er im August 2005 kurz vor seinem ersten Sieg bei einem ATP-Turnier, doch er verlor das Endspiel gegen Gaël Monfils in drei Sätzen. 2006 erreichte er erneut das Finale von Sopot und unterlag diesmal Nikolai Dawydenko. Im Achtelfinale der Gerry Weber Open in Halle besiegte er dann 2007 Dawydenko, schied im Viertelfinale allerdings gegen Marcos Baghdatis aus.
Mayer trainiert in der Tennisbase des Bayerischen Tennisverbands in Oberhaching bei München. Er trennte sich zum Ende der Sommersaison 2005 von seinem langjährigen Trainer Ulf Fischer, arbeitete dann vorübergehend mit Stefan Eriksson. zusammen und wurde dann zeitweise von Markus Wislsperger trainiert.

### 2008 bis 2009: Lange Pause und Comeback in die Top 100
Mitte Mai 2008 beendete Mayer bereits sein Tennisjahr: Er legte nach einer Operation am linken Zeigefinger eine siebenmonatige Turnierpause ein, um die Lust am Tennis wieder zurückzugewinnen. Deshalb rutschte er in ATP-Weltrangliste auf Platz 409 ab.
2009 feierte er große Erfolge auf der ATP Challenger Tour. Er gewann dort die Turniere in Bangkok, Karlsruhe und stand in Nouméa, Sofia und Istanbul jeweils im Finale. Am Jahresende war er 61. der ATP-Weltrangliste.

### 2010 bis 2013: Erster Titel, Wimbledon-Viertelfinale und Top 20 der Welt
2010 unterlag er im Halbfinale von Hamburg, einem Turnier der ATP World Tour 500, dem späteren Turniersieger Andrei Golubew. Bei den Grand-Slam-Turnieren in Melbourne (gegen Juan Martín del Potro) und Wimbledon (gegen Lu Yen-hsun) verlor er jeweils in der dritten Runde. Außerdem gewann er im ersten Quartal zwei Hartplatzturniere der ATP Challenger Tour (Nouméa und Sunrise).
Er erreichte nach Siegen über Kevin Anderson und Michail Juschny die dritte Runde der Shanghai Rolex Masters. Dort scheiterte er in zwei Sätzen an Jo-Wilfried Tsonga. Sein nächstes Turnier bestritt Mayer in Stockholm. Nach Siegen unter anderem über Feliciano López sowie den Weltranglistenfünften Robin Söderling erreichte er zum ersten Mal seit über vier Jahren wieder ein ATP-Finale. Dort unterlag er jedoch dem topgesetzten Roger Federer. Er beendete die Saison mit einer Matchbilanz von 23:18 und erspielte sich 513.955 US-Dollar an Preisgeldern.
Er begann das Jahr 2011 mit einer Viertelfinal- und einer Halbfinalteilnahme in Brisbane und Sydney. Beim ersten Grand-Slam-Turnier des Jahres in Melbourne konnte er Nikolai Dawydenko in vier Sätzen besiegen, ehe er in der zweiten Runde ebenfalls in vier Sätzen an Kei Nishikori scheiterte. Beim Hallenturnier von Zagreb erreichte Mayer sein zweites Halbfinale der Saison, in dem er Landsmann Michael Berrer in zwei Sätzen unterlag. In Dubai spielte er sich bis ins Viertelfinale vor, das er in zwei Sätzen gegen den späteren Turniersieger Novak Đoković verlor. Nach einer Erstrundenniederlage in Indian Wells erreichte Mayer beim Miami Masters das Achtelfinale, wo er im Tiebreak des entscheidenden Satzes an Tomáš Berdych scheiterte. Im April 2011 spielte er sich in München bis ins Finale vor, doch wie schon fünf Jahre zuvor in Sopot musste er sich in drei Sätzen Nikolai Dawydenko geschlagen geben. Zwei Tage später bestritt er in Madrid sein Erstrundenmatch gegen Viktor Troicki, das er in drei Sätzen für sich entscheiden konnte, in der zweiten Runde schied er gegen den späteren Halbfinalisten Thomaz Bellucci aus. Mayer konnte seine gute Form auch ins Masters-Turnier von Rom mitnehmen und das Viertelfinale erreichen. Dort brach er nach gewonnenem ersten Satz gegen Andy Murray komplett ein und unterlag am Ende deutlich in drei Sätzen. Mayer war dann auf dem Weg zum fünften deutschen Triumph beim World Team Cup in Düsseldorf der entscheidende Spieler Deutschlands – er gewann alle seine Einzel. In der Weltrangliste rückte er damit erstmals in die Top 20 vor. Bei den darauf folgenden French Open verlor er in der zweiten Runde nach gewonnenem ersten Satz gegen Alejandro Falla. In Halle kam er bis ins Viertelfinale, das er gegen Gaël Monfils verlor. In Hamburg schied er im Viertelfinale in zwei engen Sätzen gegen Nicolás Almagro aus. Nachdem er bei den US Open erstmals die dritte Runde erreicht hatte, konnte Mayer beim letzten Sandplatzturnier der Saison in Bukarest im fünften Anlauf mit einem glatten Finalsieg über Pablo Andújar seinen ersten ATP-Titel gewinnen. Im Achtelfinale von Shanghai schlug er den damaligen Weltranglistenzweiten Rafael Nadal in zwei Sätzen. Mitte des Jahres erreichte er mit Rang 18 seine bislang beste Weltranglistenplatzierung.
2012 erreichte Mayer mit einem Viersatzsieg über Richard Gasquet zum zweiten Mal nach 2004 das Viertelfinale in Wimbledon. Anschließend erreichte Mayer am Hamburger Rothenbaum das Viertelfinale, wo er sich Tommy Haas in zwei Sätzen geschlagen geben musste. Auf die Olympischen Spiele verzichtete Mayer, um sich auf die nordamerikanischen Hartplatzturniere zu konzentrieren. Dafür wurde er in den Medien stark kritisiert. Die US Open waren für Mayer bereits mit der ersten Runde zu Ende. Er gab das Match gegen den US-Amerikaner Jack Sock im dritten Satz beim Stande von 3:6, 2:6, 2:3 auf. Im Davis Cup trat Mayer beim Relegationsspiel gegen Australien als Spitzenspieler für das deutsche Team an. Mit zwei deutlichen Dreisatzsiegen gegen Lleyton Hewitt und Bernard Tomic hatte er großen Anteil am 3:2-Erfolg und dem damit verbundenen Klassenerhalt in der Weltgruppe. Das Highlight im Oktober war der Einzug ins Halbfinale bei den China Open in Peking. Er unterlag dem Weltranglistenzweiten Novak Đoković mit 1:6, 4:6.
2013 erreichte er beim Masters in Monte-Carlo das Achtelfinale sowie in der folgenden Woche das Halbfinale in Bukarest. Gegen Guillermo García López unterlag Mayer mit 4:6, 6:4, 3:6. Bei einem Abstecher auf die Challenger Tour gewann er im Juli das Turnier in Braunschweig gegen Jiří Veselý, nachdem er zuvor in Wimbledon gegen Novak Đoković glatt in drei Sätzen unterlegen war. Beim nächsten Sandplatzturnier in Hamburg stieß Mayer bis ins Viertelfinale vor. Dort unterlag er Roger Federer mit 6:74, 6:4, 5:7. In Metz unterlag er im Halbfinale Jo-Wilfried Tsonga. Danach besiegte er auf dem Weg ins Viertelfinale beim Masters von Shanghai David Ferrer, damals auf Rang vier geführt, bevor er erneut an Tsonga scheiterte. Am Jahresende stand Florian Mayer auf Platz 40 der Weltrangliste.

### 2014 bis 2015: Verletzungsmisere und Comebackversuch
Zu Beginn des Jahres 2014 erreichte er in Doha das Halbfinale gegen Gaël Monfils, auf dem Weg dorthin schlug er Andy Murray. Das beste Resultat bei den Australian Open feierte Mayer 2014 mit dem Einzug ins Achtelfinale, in dem gegen David Ferrer ausschied. Sein letztes Spiel der Saison auf der Tour musste er bereits im März in Miami verletzungsbedingt aufgeben. Zu diesem Zeitpunkt lag er auf Platz 30 der Weltrangliste. Ein Ödem im Schambein erwies sich mit konservativer Behandlung als besonders hartnäckig.
Sein Comeback auf der ATP World Tour 2015 gab er erst im April 2015 in Monte Carlo.

### 2016 bis 2017: Größter Titel und Finaleinzug in Deutschland
Beim MercedesCup, dem Mitte Juni stattfindenden Rasenturnier in Stuttgart, erreichte Mayer als Qualifikant das Viertelfinale, in dem er gegen den topgesetzten Roger Federer knapp mit 6:7 (2:7), 6:7 (1:7) verlor. In der folgenden Woche konnte er aufgrund der Protected-Ranking-Regelung (PR) für lange verletzte Spieler im Hauptfeld der Gerry Weber Open antreten. Dort besiegte er im Halbfinale Dominic Thiem, die Nummer sieben der Weltrangliste, glatt mit 6:3, 6:4. Der größte Erfolg seiner Karriere gelang ihm dann am 19. Juni 2016 im Finale gegen den favorisierten Alexander Zverev, der im Halbfinale Federer besiegt hatte. Mayer gewann mit 6:2, 5:7, 6:3 gegen den 13 Jahre jüngeren Kontrahenten. Durch das gute Abschneiden bei den beiden deutschen Rasenturnieren verbesserte sich Mayer innerhalb von zwei Wochen von Platz 226 auf Platz 80 in der Weltrangliste. Vor Ende des Jahres gelang ihm außerdem der Erfolg bei zwei Challengers, sodass er das Jahr auf Rang 50 beenden konnte.
2017 begann für Mayer mit einigen frühen Niederlagen, etwa bei den Australian Open und den French Open. In Wimbledon gewann er zumindest die Auftaktpartie gegen Viktor Troicki, ehe er Marin Čilić unterlag. Seinen Coup des Vorjahres in Halle konnte er nicht wiederholen, im Viertelfinale war diesmal Roger Federer Endstation. Dafür konnte er beim anderen deutschen Turnier der 500er Series überraschen, als er ins Endspiel der German Tennis Championships in Hamburg einzog. Hier unterlag er in einem Match zweier Spieler außerhalb der Top 100 Leonardo Mayer in drei Sätzen. Beim letzten Grand Slam in New York war abermals Čilić Endstation. Ende des Jahres stand er auf Platz 69.

### 2018: Letzte Saison und Rücktritt
Wie im Vorjahr startete Mayer schwach und verlor bei den ersten neun World-Tour-Turnieren des Jahres bereits in der ersten Runde. Im April gab er bekannt, seine Karriere nach den US Open 2018 beenden zu wollen. Lediglich in Stuttgart und Halle gewann er ein Match, sodass er stetig in der Rangliste sank. Bei allen Grand Slams des Jahres kam er nicht über den Auftakt hinaus, so auch bei seinem letzten Einsatz als Tennisprofi, als er in New York Borna Ćorić in vier Sätzen unterlag.

### Karriere als Vereinsspieler
Mit dem TK Kurhaus Aachen, für den er seit 2008 spielte, gewann Mayer 2008, 2009, 2011, 2012 und 2013 jeweils die 1. Tennis-Bundesliga.

## Erfolge
| Legende (Anzahl der Siege)                        |
| Grand Slam                                        |
| ATP World Tour Finals                             |
| ATP World Tour Masters 1000                       |
| ATP World Tour 500 (1)                            |
| ATP International Series / ATP World Tour 250 (1) |
| ATP Challenger Tour (13)                          |

| ATP-Titel nach Belag |
| Hartplatz (0)        |
| Sand (1)             |
| Rasen (1)            |

### Einzel

#### Turniersiege

##### ATP World Tour
| Nr. | Datum              | Turnier  | Belag | Finalgegner      | Ergebnis      |
| --- | ------------------ | -------- | ----- | ---------------- | ------------- |
| 1.  | 25. September 2011 | Bukarest | Sand  | Pablo Andújar    | 6:3, 6:1      |
| 2.  | 19. Juni 2016      | Halle    | Rasen | Alexander Zverev | 6:2, 5:7, 6:3 |

##### ATP Challenger Tour
| Nr. | Datum           | Turnier        | Belag     | Finalgegner         | Ergebnis        |
| --- | --------------- | -------------- | --------- | ------------------- | --------------- |
| 1.  | 3. August 2003  | St. Petersburg | Sand      | Michal Mertiňák     | 4:6, 7:63, 6:1  |
| 2.  | 21. März 2004   | Mexiko-Stadt   | Sand      | Adrián García       | 6:4, 6:3        |
| 3.  | 11. Juni 2006   | Fürth          | Sand      | Torsten Popp        | 6:3, 6:1        |
| 4.  | 30. Juli 2006   | Tampere        | Sand      | Ernests Gulbis      | 7:64, 2:6, 6:3  |
| 5.  | 19. August 2006 | Graz           | Hartplatz | Rainer Schüttler    | 6:4, 5:7, 6:2   |
| 6.  | 22. März 2009   | Bangkok        | Hartplatz | Danai Udomchoke     | 7:5, 6:2        |
| 7.  | 31. Mai 2009    | Karlsruhe      | Sand      | Dustin Brown        | 6:2, 6:4        |
| 8.  | 9. Januar 2010  | Nouméa         | Hartplatz | Flavio Cipolla      | 6:3, 6:0        |
| 9.  | 21. März 2010   | Sunrise        | Hartplatz | Gilles Simon        | 6:4, 6:4        |
| 10. | 10. Juni 2012   | Prostějov      | Sand      | Jan Hájek           | 7:61, 3:6, 7:63 |
| 11. | 6. Juli 2013    | Braunschweig   | Sand      | Jiří Veselý         | 4:6, 6:2, 6:1   |
| 12. | 14. August 2016 | Portorož       | Hartplatz | Daniil Medwedew     | 6:1, 6:2        |
| 13. | 21. August 2016 | Meerbusch      | Sand      | Maximilian Marterer | 7:64, 6:2       |

#### Finalteilnahmen
| Nr. | Datum            | Turnier   | Belag         | Finalgegner       | Ergebnis       |
| --- | ---------------- | --------- | ------------- | ----------------- | -------------- |
| 1.  | 7. August 2005   | Sopot (1) | Sand          | Gaël Monfils      | 6:76, 6:4, 5:7 |
| 2.  | 6. August 2006   | Sopot (2) | Sand          | Nikolai Dawydenko | 6:76, 7:5, 4:6 |
| 3.  | 24. Oktober 2010 | Stockholm | Hartplatz (i) | Roger Federer     | 4:6, 3:6       |
| 4.  | 1. Mai 2011      | München   | Sand          | Nikolai Dawydenko | 3:6, 6:3, 1:6  |
| 5.  | 30. Juli 2017    | Hamburg   | Sand          | Leonardo Mayer    | 4:6, 6:4, 3:6  |

### Doppel

#### Finalteilnahmen
| Nr. | Datum       | Turnier | Belag | Partner         | Finalgegner               | Ergebnis      |
| --- | ----------- | ------- | ----- | --------------- | ------------------------- | ------------- |
| 1.  | 1. Mai 2005 | München | Sand  | Alexander Waske | Mario Ančić Julian Knowle | 3:6, 6:1, 3:6 |

## Statistik

### Einzel
| Turnier1                   | 2018 | 2017  | 2016  | 2015 | 2014 | 2013  | 2012  | 2011  | 2010  | 2009 | 2008 | 2007  | 2006  | 2005  | 2004  | 2003 | 2002 | 2001 | Gesamt  |
| -------------------------- | ---- | ----- | ----- | ---- | ---- | ----- | ----- | ----- | ----- | ---- | ---- | ----- | ----- | ----- | ----- | ---- | ---- | ---- | ------- |
| Australian Open            | 1R   | 1R    | –     | –    | AF   | 2R    | –     | 2R    | 3R    | 2R   | 1R   | 3R    | 2R    | 1R    | 2R    | –    | –    | –    | AF      |
| French Open                | 1R   | 1R    | 1R    | 1R   | –    | 1R    | 2R    | 2R    | –     | –    | –    | 1R    | 1R    | 1R    | 2R    | –    | –    | –    | 2R      |
| Wimbledon                  | 1R   | 2R    | 1R    | 1R   | –    | 1R    | VF    | 2R    | 3R    | –    | –    | 2R    | 2R    | 3R    | VF    | –    | –    | –    | VF      |
| US Open                    | 1R   | 2R    | 1R    | 1R   | –    | 3R    | 1R    | 3R    | 1R    | –    | –    | 1R    | 2R    | 1R    | 2R    | –    | –    | –    | 3R      |
| Gewonnene Einzel-Titel     | 0    | 0     | 1     | 0    | 0    | 0     | 0     | 1     | 0     | 0    | 0    | 0     | 0     | 0     | 0     | 0    | 0    | 0    | 2       |
| Gesamt-Siege/-Niederlagen2 | 2:15 | 10:17 | 10:12 | 4:9  | 8:6  | 29:26 | 23:26 | 45:26 | 23:18 | 3:6  | 2:10 | 18:25 | 26:21 | 21:25 | 19:19 | 0:0  | 0:0  | 0:0  | 243:261 |
| Jahresendposition          | –    | 69    | 50    | 216  | 147  | 40    | 28    | 23    | 37    | 61   | 344  | 55    | 75    | 75    | 35    | 254  | 475  | 874  | N/A     |

### Doppel
| Turnier1                   | 2018 | 2017 | 2016 | 2015 | 2014 | 2013 | 2012 | 2011  | 2010 | 2009 | 2008 | 2007 | 2006 | 2005 | 2004 | 2003 | 2002 | Gesamt |
| -------------------------- | ---- | ---- | ---- | ---- | ---- | ---- | ---- | ----- | ---- | ---- | ---- | ---- | ---- | ---- | ---- | ---- | ---- | ------ |
| Australian Open            | 1R   | 1R   | –    | –    | 1R   | –    | –    | 2R    | 1R   | –    | 2R   | 1R   | 1R   | –    | –    | –    | –    | 2R     |
| French Open                | 1R   | 2R   | 2R   | 2R   | –    | 1R   | –    | 1R    | –    | –    | –    | 1R   | –    | 1R   | –    | –    | –    | 2R     |
| Wimbledon                  | –    | –    | –    | –    | –    | –    | –    | –     | –    | –    | –    | 2R   | 1R   | 2R   | 1R   | –    | –    | 2R     |
| US Open                    | –    | 2R   | 1R   | 1R   | –    | 1R   | –    | 2R    | AF   | –    | –    | 1R   | 2R   | 1R   | AF   | –    | –    | AF     |
| Gewonnene Doppel-Titel     | 0    | 0    | 0    | 0    | 0    | 0    | 0    | 0     | 0    | 0    | 0    | 0    | 0    | 0    | 0    | 0    | 0    | 0      |
| Gesamt-Siege/-Niederlagen2 | 0:4  | 4:7  | 2:5  | 3:6  | 1:6  | 3:13 | 7:13 | 12:16 | 3:10 | 0:0  | 5:2  | 2:7  | 2:5  | 5:10 | 2:7  | 0:0  | 0:0  | 51:111 |
| Jahresendposition          | –    | 205  | 381  | 301  | 342  | 240  | 136  | 63    | 181  | 777  | 254  | 293  | 377  | 178  | 228  | 1493 | 1454 | N/A    |

Zeichenerklärung: S = Turniersieg; F, HF, VF, AF = Einzug ins Finale / Halbfinale / Viertelfinale / Achtelfinale; 1R, 2R, 3R = Ausscheiden in der 1. / 2. / 3. Hauptrunde bzw. Q1, Q2, Q3 = Ausscheiden in der 1. / 2. / 3. Qualifikationsrunde
1 Turnierresultat in Klammern bedeutet, dass der Spieler das Turnier noch nicht beendet hat; es zeigt seinen aktuellen Turnierstatus an. Nachdem der Spieler das Turnier beendet hat, wird die Klammer entfernt.

2 Stand: Karriereende